# Карпово (Ленинградская область)
Ка́рпово — деревня в Шумском сельском поселении Кировского района Ленинградской области.

## История
Деревня Карпово упоминается на карте Санкт-Петербургской губернии Ф. Ф. Шуберта 1834 года.

КАРПОВО — деревня принадлежит подполковнице Зариной и надворному советнику Савицкому, число жителей по ревизии: 48 м. п., 45 ж. п. (1838 год)

КАРПОВО — деревня принадлежит разным владельцам, по просёлочной дороге, число дворов — 29, число душ — 62 м. п. (1856 год)

КАРПОВО — деревня владельческая при колодцах, число дворов — 20, число жителей: 68 м. п., 73 ж. п.  (1862 год)

В 1879—1880 годах временнообязанные крестьяне деревни выкупили свои земельные наделы у Д. А. Рымлевой и О. Ф. Фоковой и стали собственниками земли.
Сборник Центрального статистического комитета описывал деревню так:

КАРПОВА — деревня бывшая владельческая, дворов — 12, жителей — 76. Часовня, школа. (1885 год)

В конце XIX веке деревня административно относилась к Шумской волости 1-го стана Новоладожского уезда Санкт-Петербургской губернии, в начале XX века — 4-го стана.
Согласно данным переписи населения СССР 1926 года в деревне Карпово Ратницкого сельсовета Шумской волости Волховского уезда проживали 204 человека — все русские.
По данным 1933 года деревня Карпово входила в состав Ратницкого сельсовета Мгинского района.

План деревни Карпово. 1941 год

Согласно топографической карте РККА 1941 года деревня называлась Карпова и насчитывала 45 дворов.
По данным 1966 и 1973 годов деревня Карпово находилась в подчинении Шумского сельсовета Волховского района.
По данным 1990 года деревня Карпово входила в состав Шумского сельсовета Кировского района.
В 1997 году в деревне Карпово Шумской волости проживали 19 человек, в 2002 году — 21 человек (все русские).
В 2007 году в деревне Карпово Шумского СП проживали 9 человек, в 2010 году — 14.

## География
Деревня расположена в восточной части района на автодороге 41К-122 (Лаврово — Шум — Ратница).
Расстояние до административного центра поселения — 10 км.
Расстояние до ближайшей железнодорожной станции Войбокало — 10 км.
Карпово окружено землями сельскохозяйственного назначения Шумского сельского поселения.

## Демография
| 1862 | 2007 | 2010 | 2011 | 2017 |
| ---- | ---- | ---- | ---- | ---- |
| 141  | ↘9   | ↗14  | ↘4   | ↗6   |

## Инфраструктура
По данным администрации на 2011 год деревня насчитывала 22 дома.